# 조지 뉴번
조지 영 뉴번(George Young Newbern, 1964년 12월 10일 ~ )는 미국의 배우이다.

## 출연 작품
- 도플갱어